# Dasarahalli
Dasarahalli is een dorp in het district Bangalore Rural van de Indiase staat Karnataka. 

## Demografie
Volgens de Indiase volkstelling van 2001 wonen er 263.636 mensen in Dasarahalli, waarvan 54% mannelijk en 46% vrouwelijk is. De plaats heeft een alfabetiseringsgraad van 72%. 